# Ansellia
Ansellia é um género botânico pertencente à família das orquídeas (Orchidaceae).